# 荥阳之战 (755年)
荥阳之战，天宝十四载（755年）十二月，安禄山率军攻占荥阳的作战。
天宝十四载十一月初九，安禄山范阳起兵后，率兵十五万，长驱南下，十二月初二，进至灵昌（今河南省滑县东）北面的黄河北岸。时值严冬，安军用粗绳连结破船、草木等横在黄河之上，一夜冰冻如浮桥，于是踏冰越过黄河，迅速占领灵昌郡。十二月初五，安军包陈留郡（今河南省开封市）。为阻挡安军南下，唐玄宗任命卫尉卿张介然为河南节度使，镇守陈留。张介然刚到任，就被安军所包围。十二月初六，陈留太守郭纳开门投降安军，安禄山入城后，听说儿子安庆宗被朝廷处死，就下令将张介然和投降的近万将士悉数斩杀。然后派部将李庭望为节度使，驻守陈留，大军西向荥阳。荥阳是洛阳东面的军事要塞，由于国内承平日久，军队大部屯守边境，荥阳也只有少量守军。荥阳太守崔无诐知道安禄山率叛军南下后，得到朝廷命令，让要冲诸都，全部设置防御使，加强守备。于是临时招募了一批新兵。安禄山以骑兵为前驱，直指荥阳城下。崔无诐率领所募新兵和原有少量守军，登城防守。百姓久不知兵，守城士兵也没有经过训练，听到安军攻城的鼓角声，吓得纷纷从城上往下掉。十二月初八，安禄山攻陷荥阳。太守崔无诐被俘虏，为安禄山所杀。安禄山选择在黄河冰封的冬季起兵，使十余万兵马迅速越过黄河，又乘各郡兵力空虚，迅速攻占灵昌、陈留、荥阳各郡。